# Marron-glacé

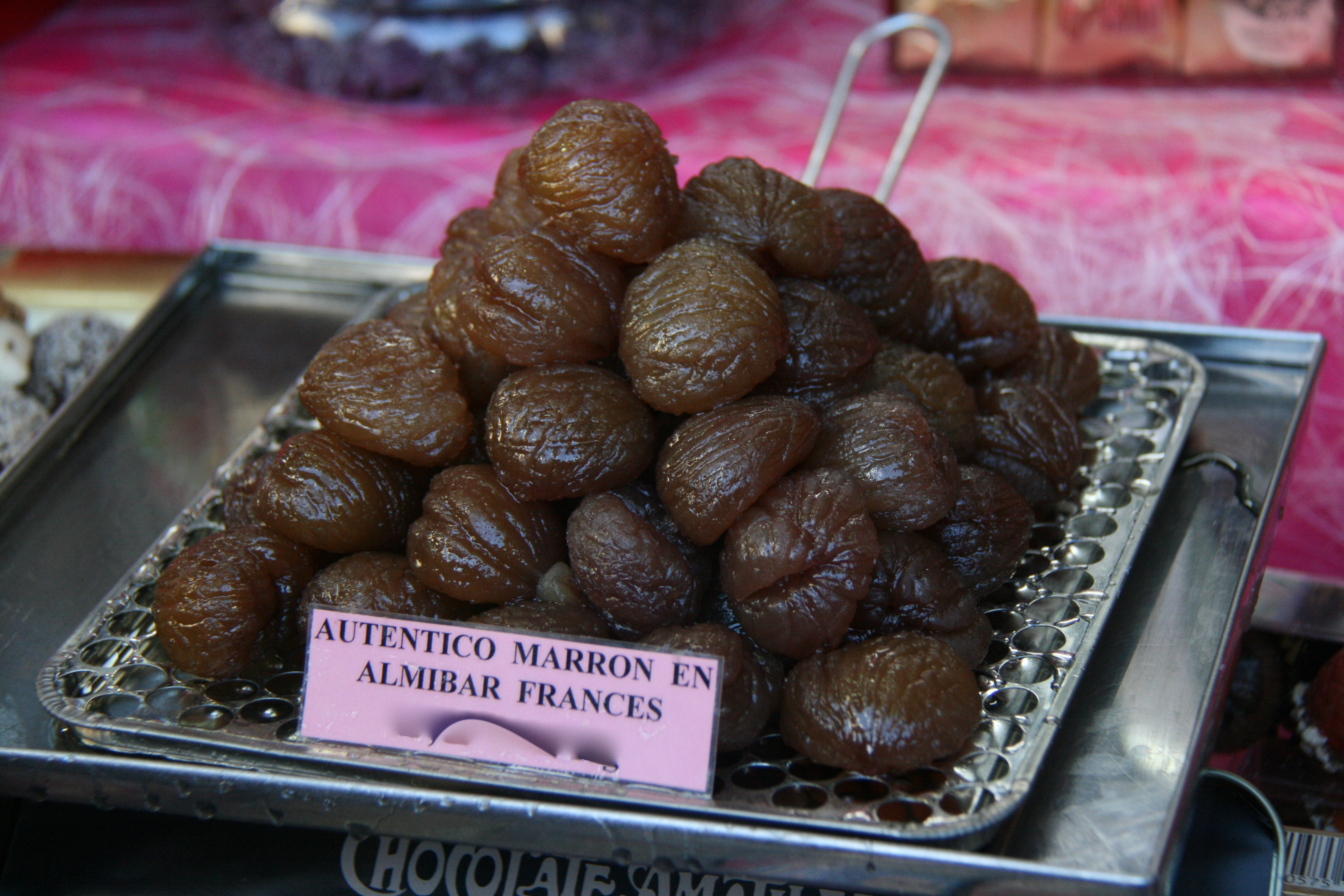
Castanyes marrons glacé de Galícia

Marron-glacé, en plural marron-glacés, són castanyes confitades que són, originàriament, una especialitat gastronòmica d'Arpitània (especialment a Lió) i el Piemont (Cuneo). S'elaboren amb un xarop de sucre (almívar) i les tècniques del glacejat. Són un ingredient de moltes postres i també es mengen soles. Resulten a un preu molt elevat. La crema de castanya de marrons glacé es fa amb trossos de marron glacé.

## Confecció
Es fan servir castanyes de mida grossa, sucre i optativament canyella, vainilla o anisets. També es poden submergir els marrons en brandy durant unes hores per potenciar-ne el sabor. Es confiten en almívar.
Les castanyes han de ser senceres i no es poden trencar durant el procés que dura uns quants dies posades en almívar de concentració creixent.
Per evitar que es trenquin s'embolica cada castanya de manera individual.

## Castanya omarron

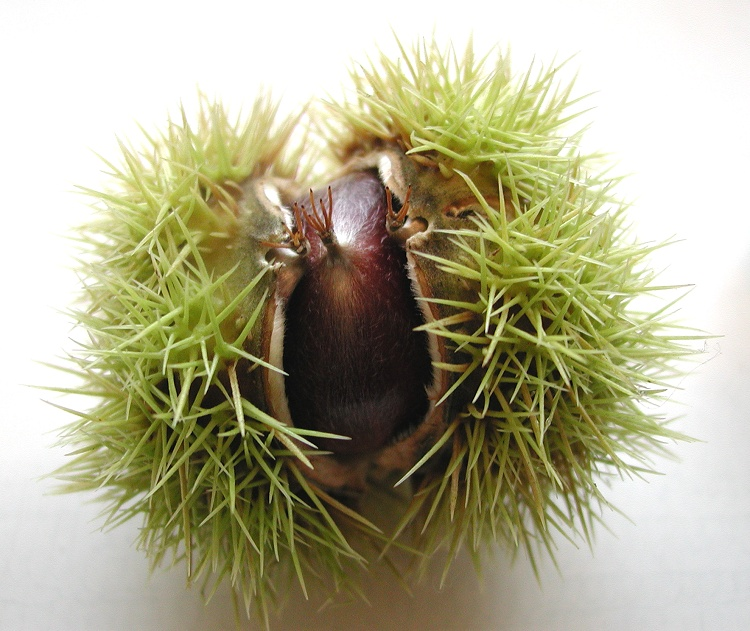
Una castanya de les varietats marroni

En francès hi ha dues paraules per a designar la castanya: châtaigne i marron. Tanmateix, marron tendeix a designar les castanyes de més qualitat i que es pelen més fàcilment Els marrons no estan clarament separats en dos cotilèdons i els solcs entre ells són poc profunds.
En italià marrone designa el grup de varietats de castanyes que resulten adequades per a fer el marron glacé, són castanyes de mida grossa, amb castanyers amb les flors masculines estèrils i de castanyers poc productius.

## Història
No se sap amb certesa si el seu origen és a Arpitània o al Piemont. Sembla que al Piemont, on abunden els castanyers, ja s'elaboraven castanyes ensucrades al segle xv. Però els marrons glacés, és a dir, glacejats, s'haurien fet a partir del segle xvi. Lió i Cuneo es disputen el fet d'haver estat els primers a glacejar les castanyes.
La primera recepta de marron glacé que es conserva és francesa i és del segle xvii a la Cort de Versailles.
A finals del segle xix Lió va patir la crisi del mercat tèxtil de la seda i l'enginyer Clément Faugier va revitalitzar l'economia de la zona fabricant industrialment els marrons glacé l'any 1882 a Privàs, al Llenguadoc. (més tard es van fer els “Marrons au Cognac” l'any 1924, “Purée de Marrons Nature” el 1934, “Marrons au Naturel” el 1951, i “Marpom's” el 1994.)
L'any 1980 José Posada d'Ourense (Galícia) va introduir aquesta tècnica de fabricació a Espanya.